# San Juan Cancuc
San Juan Cancuc est une ville mexicaine de l'État du Chiapas.
(littéralement, Cancuc signifie étoile quetzal en Nahuatl)

## Histoire
Cancuc appartenait au municipio d'Ocosingo.	Un travail long a été nécessaire pour faire reconnaitre un nouveau municipio, le 30 août 1989, par le gouverneur d'état.

## Géographie
La ville est située entre les montagnes du nord du Chiapas, elle est encadrée par le municipio de Chilón et Sitalá au nord, par Ocosingo à l'est, par Oxchuc au sud et à l'ouesr par Tenejapa, Chenalhó et Pantelhó.